# Mukhrani
Il casato di Mukhrani è una famiglia principesca georgiana che costituisce un ramo dell'ex dinastia reale dei Bagration, dalla quale si è originata all'inizio del XVI secolo, ricevendo in appannaggio il dominio di Mukhrani, nel regno di Cartalia. La famiglia — attualmente la linea genealogica più anziana dell'intera dinastia Bagration  — è nota da allora come Mukhranbatoni (georgiano: მუხრანბატონი), cioè "principi (batoni) di Mukhrani".
Un ramo più anziano della casata di Mukhrani, ora estinto, ha fornito cinque sovrani reali di Cartalia tra il 1658 e il 1724. I suoi discendenti portarono i titoli imperiali russi di principe Gruzinsky (Грузи́нский, გრუზინსკი) e principi Bagration (Багратион, ბაგრატიონი). Un altro ramo, presieduto a Mukhrani come tavadi e accolto tra la nobiltà principesca della Russia con il nome di Bagration di Mukhrani (Bagration-Mukhransky; Багратион-Мухранский; Bagration-Mukhraneli, ბაგრატიონ-მუხრანელი), è ancora fiorente, e dal 1957, pretende di essere la casa reale di Georgia in virtù del fatto di essere la linea genealogicamente più anziana della dinastia Bagration. David Bagration di Mukhrani è a capo di questa casa dal 16 gennaio 2008.

## Storia

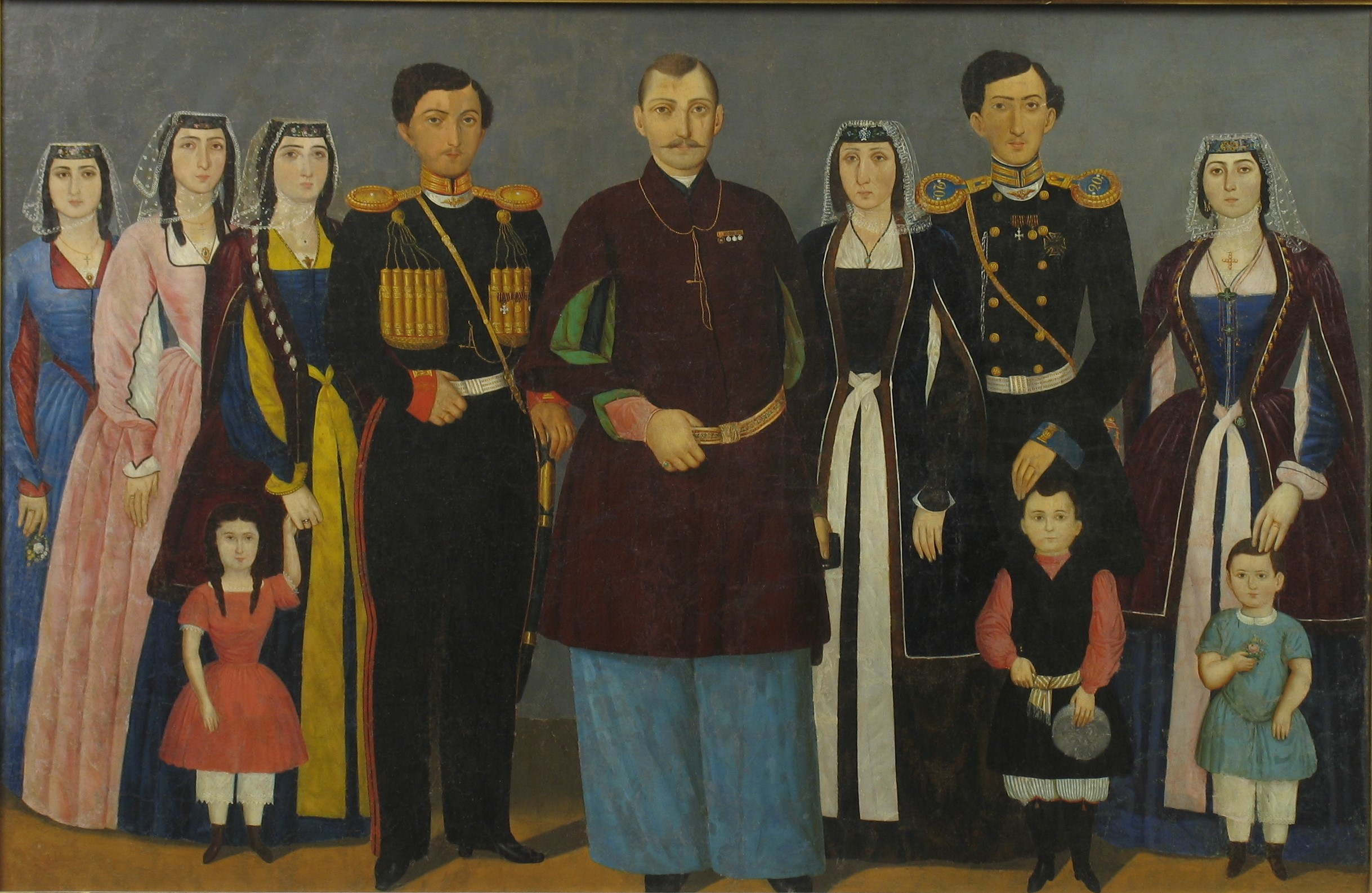
Il principe Nicola Bagration-Mukhrani con la sua famiglia.

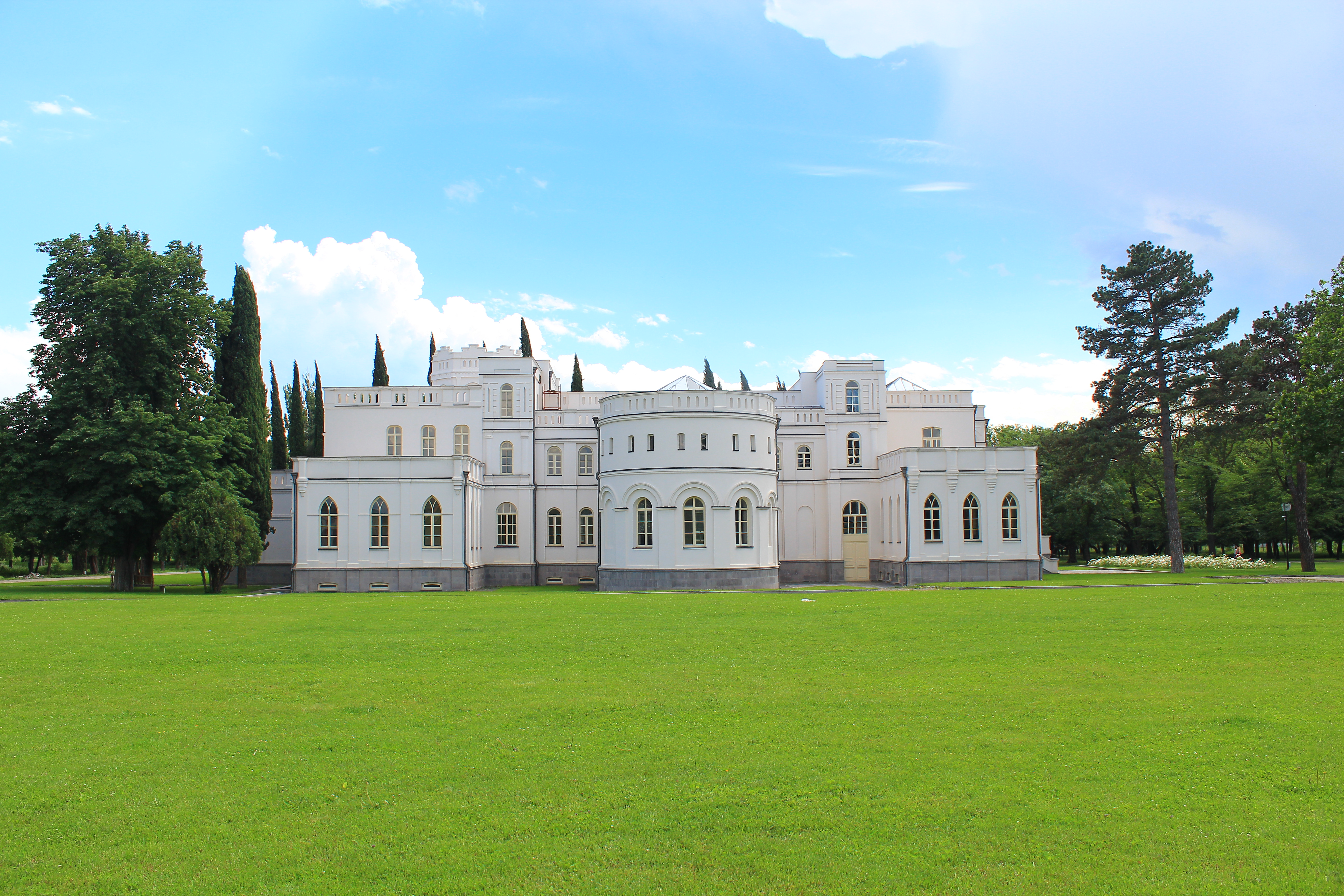
Il Palazzo di Mukhrani, costruito tra il 1873 ed il 1885 e restaurato nel 2012.

Le origini del casato di Mukhrani risalgono al 1512, quando Davide X di Cartalia fu obbligato a creare il fratello minore Bagrat signore ereditario di Mukhrani in modo da assicurare il suo sostegno contro gli sconfinamenti di un altro sovrano georgiano, re Giorgio II di Cachezia. La fortezza di Ksani costruita allora divenne una roccaforte della casa. Successivamente, la residenza fu spostata nel villaggio di Mukhrani. Nel corso del tempo, i principi di Mukhrani sfruttarono la debolezza dell'autorità reale e convertirono il loro feudo in una signoria autonoma, il satavado, cioè "una tenuta di tavadi (principe)". Alla morte senza eredi di re Rostom di Cartalia, suo figlio adottivo Vakhtang, principe di Mukhrani, successe al trono come re Vakhtang V nel 1659 e cedette la proprietà di Mukhrani al fratello minore, Costantino I, antenato di tutti i successivi principi di Mukhrani.
I discendenti di Vakhtang V, il ramo maggiore della casa di Mukhrani, mantennero la corona di Cartalia fino al 1724, quando l'invasione ottomana obbligò re Vakhtang VI di Cartalia e la sua casa all'esilio in Russia, senza, tuttavia, rinunciare ai loro diritti al trono. In esilio formarono due linee, entrambe accettate tra i ranghi della nobiltà principesca russa, knjaz. Una di queste linee erano i principi Gruzinskij ("della Georgia"), discendenti dal figlio di Vakhang VI, Bakar, si estinse nel 1892. L'altra linea, i principi Bagration, discendenti dal nipote di Vakhang VI, Alessandro, fu resa famosa da Pëtr Ivanovič Bagration, un generale russo delle guerre napoleoniche, e si estinse in linea maschile nel 1920 con la morte dei fratelli Dmitrij e Aleksandr Bagration. Il trono di Cartalia passò infine ai loro lontani cugini della dinastia Bagrationi di Cachezia. Questa nuova casa reale unì Cartalia e Cachezia in un'unica monarchia.
I rampolli di Costantino, il ramo della casa di Mukhrani, scelsero di rimanere in Cartalia piuttosto che seguire Vakhtang VI in Russia. Rimasero in possesso di Mukhrani sotto i Bagrationi cachetiani e continuarono ad esercitare all'interno del regno unito di Georgia le cariche ereditarie di sindaco del Palazzo di Georgia e di alto conestabile dell'Alta Cartalia. Dopo l'annessione della Georgia da parte della Russia nel 1801, la Georgia e il Mukhrani cessarono di esistere come territori autonomi e i loro ex governanti furono confermati come principi russi nel 1825 e nel 1850. TQuesta linea diventò i rappresentanti genealogicamente più anziani della dinastia dei Bagrationi, poiché il ramo più anziano della casa di Mukhrani si era estinto in linea maschile nel 1920. Dopo la conquista bolscevica della Georgia,  la famiglia si trasferì in Europa nel 1930. Nel 1957, il principe Irakli Bagration-Mukhrani, stabilitosi in Spagna, si dichiarò capo della casa reale di Georgia, rivendicazione che è stata raccolta dai suoi discendenti ed è attualmente detenuta dal nipote David, tornato in Georgia. Una rivendicazione rivale, basata sulla discendenza per primogenitura maschile dagli ultimi re di Cartalia-Cachezia, nella Georgia orientale, proviene dal principe Nugzar, capo della famiglia Bagration-Gruzinskij, un ramo collaterale dei Bagrationi di Cacchezia.

## Matrimonio intradinastico
La figlia del principe Nugzar, la principessa Anna Bagration-Gruzinskij, un'insegnante e giornalista divorziata con due figlie, ha sposato il principe David Bagration-Mukhrani, l'8 febbraio 2009 alla Cattedrale della Santissima Trinità a Tbilisi. Il matrimonio ha unito i rami Gruzinskij e Mukhrani della famiglia reale georgiana, e ha attirato una folla di 3.000 spettatori, funzionari e diplomatici stranieri, oltre a un'ampia copertura da parte dei mass media del paese.
Il significato dinastico del matrimonio sta nel fatto che, in mezzo al tumulto delle partizioni politiche che hanno scosso la Georgia dalla sua indipendenza nel 1991, il patriarca Elia II di Georgia ha pubblicamente chiesto la restaurazione della monarchia come percorso verso l'unità nazionale nell'ottobre 2007. Sebbene questo abbia portato alcuni politici e partiti a prendere in considerazione l'idea di una monarchia costituzionale georgiana, è sorta la concorrenza tra i principi e i sostenitori dell'antica dinastia, mentre storici e giuristi discutevano su quale Bagrationi avesse il diritto ereditario più forte a un trono vacante da due secoli. Sebbene alcuni monarchici georgiani sostengano la rivendicazione del ramo di Gruzinsky, altri sostengono quella del rimpatriato ramo Mukhrani. Entrambi i rami discendono in linea maschile legittima e ininterrotta dai re medievali della Georgia fino a Costantino II di Georgia, morto nel 1505.
Mentre i Bagration-Mukhrani erano un ramo cadetto dell'ex casa reale di Cartalia, divennero la linea genealogicamente più anziana della famiglia Bagrationi all'inizio del XX secolo: tuttavia il ramo più anziano aveva perso il dominio di Cartalia nel 1724.
Nel frattempo, la linea Bagration-Gruzinskij, pur essendo genealogicamente inferiore ai principi di Mukhrani, regnava sul regno di Cachezia, riunendo i due regni nel regno di Cartalia-Cachezia nel 1762, e non perdendo la sovranità fino all'annessione russa nel 1800.
Lo sposo è l'unico membro del suo ramo a mantenere la cittadinanza e la residenza georgiana dopo la morte del padre, il principe Jorge Bagration-Mukhrani avvenuta nel 2008. Oltre al fratello maggiore non sposato, il principe David è l'erede maschio  della famiglia Bagration, mentre il padre della sposa è il discendente più anziano dell'ultimo Bagrationi a regnare sul regno di Cartalia-Cachezia. Poiché Nugzar e suo cugino, il principe Eugenio Bagration-Gruzinskij (nato nel 1947, sposato senza figli), sono gli ultimi maschi patrilineari discendenti da re Giorgio XIII, il loro ramo è in via di estinzione. Ma il matrimonio tra l'erede di Nugzar Gruzinsky e l'erede Mukhrani risolve la loro rivalità per la rivendicazione del trono, che ha diviso i monarchici georgiani. Il figlio nato da questo matrimonio, il principe Giorgio Bagration-Bagrationi (nato il 27 settembre 2011), è destinato a diventare sia l'"erede maschio" della Casa Bagrationi sia l'"erede generale" di Giorgio XIII di Cartalia-Cachezia.